# Portland Lerret
Das Portland Lerret ist ein kleiner britischer Küstenruderbootstyp.

## Geschichte
Der Bootstyp wurde an der Küste Dorsets vorwiegend zum Fischfang im Seegebiet Chesil Bank bis hin zur Isle of Portland verwendet, von dem es auch seinen Namen erhielt.

## Bauweise
Die offenen, rundlich und kräftig in Klinkerbauweise gebauten hölzernen Fischerboote besitzen keinen Wetterschutz. Die seegängigen Boote laufen vorne spitz zum geraden Steven zu und verjüngen sich erst hinter der Bootsmitte wieder. Der steile Steven ist geringfügig höher als das Heck, an dem keine Ruderpinne angebracht ist. Portland Lerrets werden ausschließlich mit den sechs Riemen manövriert. Die Ruder bewegten sich in eigenen Ruderdollen im Dollbord und wurden durch „copp“ genannte birnenförmige Verdickungen am inneren Ende ausbalanciert. Im Heck befindet sich eine kleine Arbeitsplattform zum Einholen der Netze, außen am Heck befand sich gewöhnlich ein fester Rundstropp zum raschen Hochziehen des Bootes am Strand. Die Form der Lerrets hatte sich über Jahrhunderte entwickelt, weil sie sich zum Inseegehen und Landen auch bei groben Seeverhältnissen eigneten.